# 広澳高速道路
広澳高速道路（こうおうこうそくどうろ）、または広州－澳門高速道路（こうしゅうーまかおこうそくどうろ）は中華人民共和国広東省広州市蘿崗区と広東省珠海市香洲区を結ぶ全長153kmの高速道路である。京港澳高速道路（G4）の支線であり、2010年までは京珠高速道路のメインルートの一部であった。

## 概要

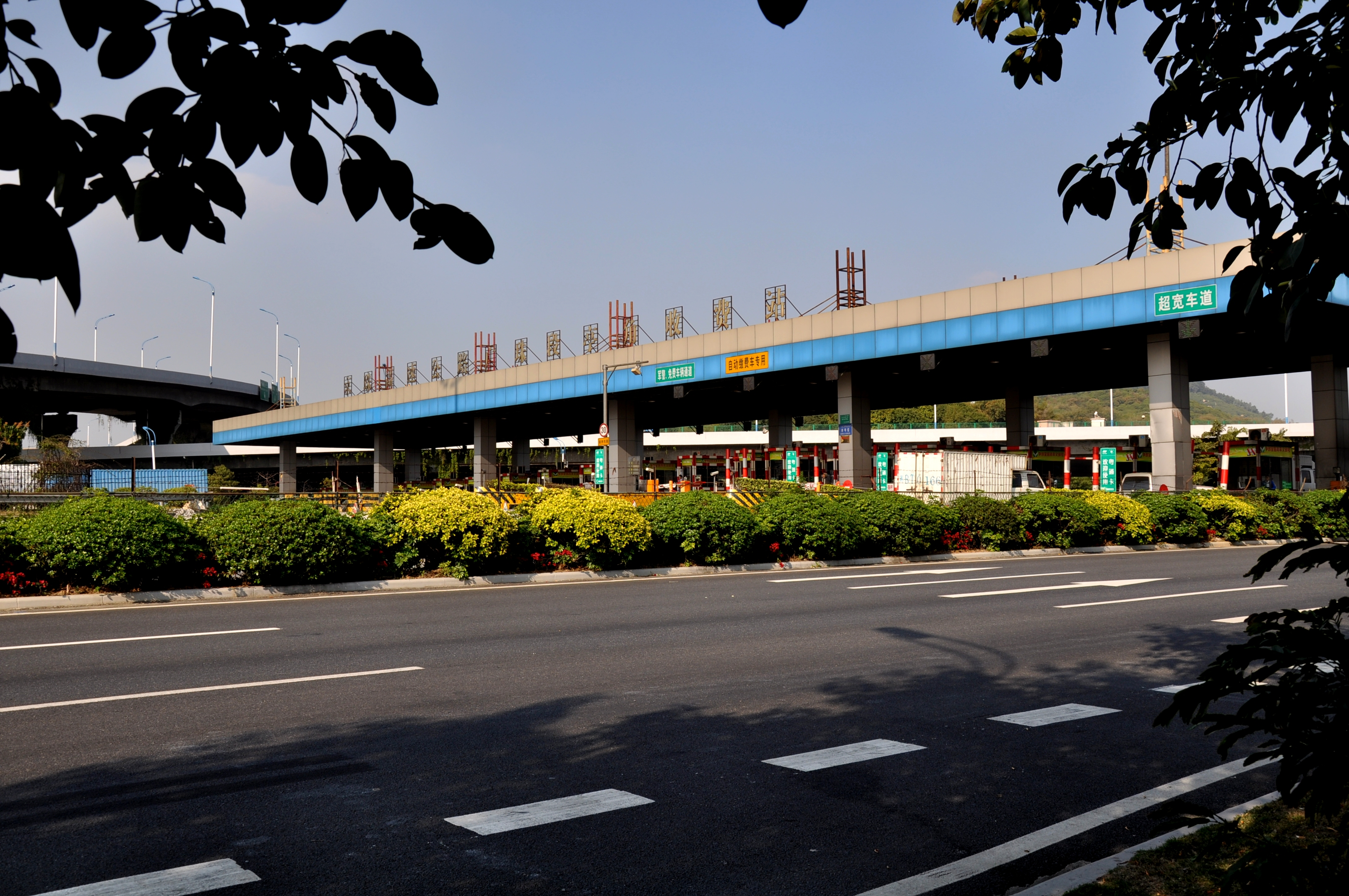
亭角IC

最初に建設が開始されたのは亭角IC～珠海下柵IC間で、1995年10月15日に建設が開始され、1999年12月6日に開通した。その後、広州市街地区間での工事が開始され、2003年11月7日に火村JCT～東涌JCT～亭角IC間での建設が開始され、2005年12月30日には草堂IC～亭角IC間が開通した。一方、珠海方面への延伸も行われ、2008年4月30日に珠海下柵IC～月環JCT～南屏IC間が開通した。
最後に残った区間は珠江を挟んだエリアで、2008年10月28日に黄埔大橋が完成し、12月16日に火村IC～草堂IC間が開業した。なお、珠海市香洲区からマカオまでの区間は、（2013年1月）現在計画中の段階であり、建設は始まっていない。

## インターチェンジなど
- IC番号欄の背景色が■である部分については道路が供用済みの区間を示している。また、施設名欄の背景色が■である部分は施設が供用されていない、または完成していないことを示す。未開通区間の名称は仮称。
- 英略字は以下の項目を示す。
IC：インターチェンジ、JCT：ジャンクション、SA：サービスエリア、PA：パーキングエリア

| IC 番号 | 施設名 （日本語） | 施設名 （簡体字中国語） | 接続路線名                                                                          | 火村JCTから (km) | 備考                                                                                           | 所在地   | 所在地 | 所在地 |
| ------- | ----------------- | ----------------------- | ----------------------------------------------------------------------------------- | ---------------- | ---------------------------------------------------------------------------------------------- | -------- | ------ | ------ |
|         | 火村JCT           | 火村互通                | 京港澳高速道路 広州環状高速道路（広州北二環高速道路） 瀋海高速道路 瀋海高速広州支線 | 0                | 広州環状高速道路（広州東二環高速道路）との重複区間起点                                         | 蘿崗区   | 広州市 | 広東省 |
|         | 筆村JCT           | 笔村互通                | 広園快速路                                                                          |                  |                                                                                                | 黄埔区   | 広州市 | 広東省 |
|         | 官田JCT           | 官田互通                | 広深沿江高速道路 G107国道                                                           |                  |                                                                                                | 黄埔区   | 広州市 | 広東省 |
|         | 黄埔大橋          | 黄埔大桥                |                                                                                     |                  | 珠江                                                                                           | 黄埔区   | 広州市 | 広東省 |
|         | 草堂IC            | 草堂出入口              | S296省道                                                                            |                  |                                                                                                | 番禺区   | 広州市 | 広東省 |
|         | 化竜JCT           | 化龙互通                | 広明高速道路                                                                        |                  | 建設中 広珠北線高速道路との重複区間起点                                                        | 番禺区   | 広州市 | 広東省 |
|         | 官橋SA            | 官桥服务区              |                                                                                     |                  |                                                                                                | 番禺区   | 広州市 | 広東省 |
|         | 東涌JCT           | 东涌互通                | 広州環状高速道路（広州南二環高速道路）                                              | 18.6             | 莞仏高速道路との重複区間起点 広州環状高速道路（広州東二環高速道路）との重複区間終点            | 番禺区   | 広州市 | 広東省 |
|         | 石碁IC            | 石碁出入口              | 石清公路                                                                            |                  |                                                                                                | 南沙区   | 広州市 | 広東省 |
|         | 黄閣JCT           | 黄阁互通                | 南沙港快速路 S257省道                                                               |                  |                                                                                                | 南沙区   | 広州市 | 広東省 |
|         | 亭角IC            | 亭角出入口              | S358省道亭角大橋                                                                    |                  | 珠海・マカオ方面への入口のみ                                                                   | 南沙区   | 広州市 | 広東省 |
|         | 坦尾JCT           | 坦尾互通                | 莞仏高速道路（虎門大橋）                                                            |                  | 莞仏高速道路との重複区間終点 広珠北線高速道路との重複区間終点 広珠東線高速道路との重複区間起点 | 南沙区   | 広州市 | 広東省 |
|         | 霊山IC            | 灵山出入口              | S111省道広珠東線                                                                    |                  |                                                                                                | 南沙区   | 広州市 | 広東省 |
|         | 横瀝IC            | 横沥出入口              | 南沙港快速路                                                                        |                  |                                                                                                | 南沙区   | 広州市 | 広東省 |
|         | 三角IC            | 三角出入口              | S364省道金三大道東                                                                  |                  |                                                                                                | 三角鎮   | 中山市 | 広東省 |
|         | 民衆SA            | 民众服务区              |                                                                                     |                  |                                                                                                | 民衆鎮   | 中山市 | 広東省 |
|         | 浪網IC            | 浪网出入口              | 岐三公路                                                                            |                  |                                                                                                | 民衆鎮   | 中山市 | 広東省 |
|         | 港口JCT           | 港口互通                | 深羅高速道路                                                                        |                  |                                                                                                | 港口鎮   | 中山市 | 広東省 |
|         | 中山城区IC        | 中山城区出入口          | 博愛七路                                                                            |                  |                                                                                                | 東区街道 | 中山市 | 広東省 |
|         | 南朗IC            | 南朗出入口              | S111省道逸仙路                                                                      |                  |                                                                                                | 南朗鎮   | 中山市 | 広東省 |
|         | 翠亨IC            | 翠亨出入口              | S111省道翠亨大道                                                                    |                  |                                                                                                | 南朗鎮   | 中山市 | 広東省 |
|         | 珠海下柵JCT       | 珠海下柵互通            | 広珠東線高速道路（広澳高速珠海支線）                                                |                  | 広珠東線高速道路との重複区間終点 西部沿海高速道路との重複区間起点                              | 南朗鎮   | 中山市 | 広東省 |
|         | 珠海下柵IC        | 珠海下柵出入口          | S111省道岐関公路                                                                    |                  | 広州方面への入口のみ                                                                           | 南朗鎮   | 中山市 | 広東省 |
|         | 那洲IC            | 那洲出入口              | S268省道城桂公路                                                                    |                  |                                                                                                | 香洲区   | 珠海市 | 広東省 |
|         | 坦洲IC            | 坦洲出入口              | G105国道 S268省道茅湾路                                                             |                  |                                                                                                | 坦洲鎮   | 中山市 | 広東省 |
|         | 月環JCT           | 月环互通                | 珠三角環状高速道路 西部沿海高速道路                                                 |                  | 西部沿海高速道路との重複区間終点 珠三角環状高速道路との重複区間起点                            | 坦洲鎮   | 中山市 | 広東省 |
|         | 南屏IC            | 南屏出入口              | S366省道珠海大道                                                                    |                  | 珠三角環状高速道路との重複区間終点                                                             | 香洲区   | 珠海市 | 広東省 |

## 脚註
1. ↑  "京珠高速公路広珠段有限公司簡介" （簡体字中国語）